# Zaborsko Selo
 Zaborsko Selo  falu Horvátországban Károlyváros megyében. Közigazgatásilag Netretićhez tartozik.

## Fekvése
Károlyvárostól 12 km-re északnyugatra, községközpontjától  4 km-re északra fekszik.

## Története
A falunak 1857-ben 99, 1910-ben 88 lakosa volt. A  trianoni békeszerződésig Zágráb vármegye Károlyvárosi járásához tartozott. A településnek  2011-ben 14 lakosa volt.

## Lakosság
| Lakosság változása | Lakosság változása | Lakosság változása | Lakosság változása | Lakosság változása | Lakosság változása | Lakosság változása | Lakosság változása | Lakosság változása | Lakosság változása | Lakosság változása | Lakosság változása | Lakosság változása | Lakosság változása | Lakosság változása | Lakosság változása |
| ------------------ | ------------------ | ------------------ | ------------------ | ------------------ | ------------------ | ------------------ | ------------------ | ------------------ | ------------------ | ------------------ | ------------------ | ------------------ | ------------------ | ------------------ | ------------------ |
| 1857               | 1869               | 1880               | 1890               | 1900               | 1910               | 1921               | 1931               | 1948               | 1953               | 1961               | 1971               | 1981               | 1991               | 2001               | 2011               |
| 99                 | 102                | 104                | 96                 | 83                 | 88                 | 83                 | 107                | 93                 | 82                 | 63                 | 53                 | 29                 | 33                 | 13                 | 14                 |